# Ctenus ellacomei
Ctenus ellacomei är en spindelart som beskrevs av F. O. Pickard-Cambridge 1902. Ctenus ellacomei ingår i släktet Ctenus och familjen Ctenidae.
Artens utbredningsområde är Surinam. Inga underarter finns listade i Catalogue of Life.